# Syneches nebulosus
Syneches nebulosus är en tvåvingeart som beskrevs av Friedrich Hermann Loew 1858. Syneches nebulosus ingår i släktet Syneches och familjen puckeldansflugor. Inga underarter finns listade i Catalogue of Life.